# Farsman II. od Iberije
Farsman II. od Iberije ili Farsman II. Hrabri (gruz.ფარსმან II ქველი ), iz dinastije Farnavazida, bio je kralj Iberije (Kartlija, današnja istočna Gruzija), suvremenik rimskog cara Hadrijana. Povjesničar Kiril Tumanov predlaže da se razdoblje njegove vladavine smjesti od 116. do 132. godine.  Njegovo ime pojavljuje se u nekoliko antičkih izvještaja.

## Život
Srednjovjekovni gruzijski anali izvještavaju o zajedničkoj vladavini Farsmana II s Farsmanom Avazom (jedan izvor ima dodatnih par: Rok i Mitridat), ali nekoliko modernih znanstvenika smatra da je Iberijsko dvovlašće malo vjerojatno, jer to nije potkrijepljeno suvremenim dokazima. Farsman II. je naveden kao sin njegovog prethodnika, kralja Amazapsa I. navodi se također da je bio oženjen Gadanom, kćerkom partskog kralja Vologaza III., koji je vladao u Armeniji. Imali su sina Gadama. Farsman II. umro je 132. godine. Njegova udovica postala je regent za svog sina i unuka Farsmana III. Alani su iskoristili ovo prijelazno razdoblje za invaziju na Kavkaz.